# Република Македонија на Светском првенству у атлетици на отвореном 2011.
Македонија је учествовала на Светском првенству у атлетици на отвореном 2011. одржаном у Тегу од 27. августа до 4. септембра. Репрезентацију Македоније представљала је једна атлетичарка која се такмичила у трци 100 метара. , 
На овом првенству Македонија није освојила ниједну медаљу нити је остварила неки резултат.

## Учесници
Жене:
- Ивана Рожман — 100 м

### Жене
| Атлетичарка  | Дисциплина | Лични рекорд | Квалификације | Квалификације | Група    | Група      | Полуфинале            | Полуфинале            | Финале                | Финале       | Детаљи |
| Атлетичарка  | Дисциплина | Лични рекорд | Резултат      | Место         | Резултат | Место      | Резултат              | Место                 | Резултат              | Место        | Детаљи |
| ------------ | ---------- | ------------ | ------------- | ------------- | -------- | ---------- | --------------------- | --------------------- | --------------------- | ------------ | ------ |
| Ивана Рожман | 100 м      | 12,01        | 12,48         | 4. у гр. 5 кв | 12,44    | 8. у гр. 2 | Није се квалификовала | Није се квалификовала | Није се квалификовала | 50 / 71 (73) |        |